# Cantonul Carvin
Cantonul Carvin este un canton din arondismentul Lens, departamentul Pas-de-Calais, regiunea Nord-Pas-de-Calais, Franța.

## Comune
| Comune     | Populație (1999) | Cod poștal | Cod INSEE |
| ---------- | ---------------- | ---------- | --------- |
| Carvin     | 17 772           | 62220      | 62215     |
| Libercourt | 8 854            | 62820      | 62907     |